# Mayor Hilario Amarilla
Mayor Hilario Amarilla (también conocido como Cruce Mayor Amarilla o Cruce 65) es una pequeña localidad paraguaya del Departamento de Alto Paraguay ubicada en el kilómetro 65 de la ruta PY15 "Bioceánica", a unos 639 km de Asunción.
En la actualidad la localidad tiene unos 30 habitantes y forma parte del municipio de Carmelo Peralta, ubicado a unos 65 km de distancia.
Otra carretera importante de la localidad es la ruta D095 (actualmente de tierra) que comienza en esta localidad y llega hasta Bahía Negra.Aunque existen planes por parte del gobierno paraguayo para asfaltar esta ruta en los próximos años.

## Toponimia
Su nombre es en honor al mayor Hilario Amarilla (1841 - 1887) un militar paraguayo oriundo de Pilar, que combatió en la Guerra de la Triple Alianza (1864 - 1870) y se destacó como artillero, por lo que fue apodado como "el cohetero de la muerte". Combatió en casi todas las batallas más importantes de la guerra: Corrales, Estero Bellaco, Yataytí Corá, Boquerón del Sauce, Curupaytí, Itá Ybaté y Piribebuy. En Itá Ybaté fue herido gravemente y perdió una pierna, pero increíblemente poco tiempo después se recuperó y combatió en la cruenta batalla de Piribebuy, con una sola pierna y montado a caballo dirigiendo a la artillería. Luego de la batalla fue hecho prisionero de guerra por el ejército brasileño. Posteriormente se desempeñó como escribano, juez, político y periodista en la ciudad de Asunción.
Su otro nombre de Cruce 65 hace referencia a la distancia que hay entre la localidad y la ciudad de Carmelo Peralta.